# チオ炭酸
チオ炭酸イオン（Thiocarbonate）は、炭酸イオンCO2−
3の酸素原子のうち1-3個が硫黄に置き換わった陰イオンである。置換数により、(モノ)チオ炭酸（CO2S2−）、ジチオ炭酸（COS2−
2）、トリチオ炭酸（CS2−
3）と呼び分けられる。炭酸イオンと同様に炭素を中心とした平面構造をとり、CからSまたはOへの結合次数の平均は1+1⁄3である。プロトン化する原子は通常指定されない。これらの陰イオンは優れた求核剤や配位子となる。
1. ↑  H2COxSy（x+y=3）において、2つの水素原子の離脱しやすさに優劣はない。

## (モノ)チオ炭酸
(モノ)チオ炭酸イオン（Monothiocarbonate）はC2v対称性を持つ二価イオンCO2S2−である。チオホスゲンの加水分解や、塩基と硫化カルボニルの反応によって生じる。
{\displaystyle {\ce {COS + 2NaOH -> Na2CO2S + H2O}}}

## ジチオ炭酸
ジチオ炭酸イオン(Dithiocarbonate)は同じくC2v対称性を持つ二価イオンCOS2−
2である。塩基水溶液と二硫化炭素との反応から生じる。
{\displaystyle {\ce {CS2 + 2NaOH -> Na2COS2 + H2O}}}
重要な誘導体にキサントゲン酸エステル（ジチオカルボン酸塩のO-エステル、一般式ROCS−
2）がある。これらの塩は通常、ナトリウムアルコキシドと二硫化炭素の反応によって調製される。
酸素原子の位置が異なる(RS)2COという構造のエステルもあり、対応するトリチオ炭酸エステル(RS)2CSの加水分解によって得られることが多い。一例として、2つのジチオ炭酸基からなる複素環式化合物である1,3,4,6-テトラチアペンタレン-2,5-ジオンがある。

## トリチオ炭酸
トリチオ炭酸イオン（Trithiocarbonate）はD3h対称性を持つ二価イオンCS2−
3である。1824年にツァイゼによって報告され、1826年にベルセリウスによって詳細に調査された。どちらも二硫化炭素を硫化水素塩（硫化水素カリウム等）に作用させることによって合成した。
{\displaystyle {\ce {CS2 + 2KSH -> K2CS3 + H2S}}}
酸で処理すると、トリチオ炭酸が赤い油として遊離する。
{\displaystyle {\ce {K2CS3 + 2HX -> H2CS3 + 2KX}}}
この酸とその塩の多くは不安定で、特に加熱によって二硫化炭素を放出し分解する。
{\displaystyle {\ce {H2CS3 -> CS2 + H2S}}}
エステルはチオキサントゲン酸エステルと呼ばれ、可逆的付加開裂連鎖移動重合（Reversible Addition/Fragmentation Chain Transfer Polymerization，RAFT重合）に利用されている。

## ペルチオ炭酸
ペルチオ炭酸イオン（Perthiocarbonate）は、トリチオ炭酸イオンに硫黄原子を追加してS-S結合させた二価陰イオンCS2−
4である。遊離型の純粋なペルチオ炭酸はまだ得られていないが、暗赤色の油状液体とされる。